# II etap reformy gospodarczej
Treść tego artykułu może nie być zgodna z zasadami neutralnego punktu widzenia,
ponieważ w sekcji Ocena przedstawniono opinię bez poparcia jej źródłami.
 Po wyeliminowaniu niedoskonałości należy usunąć szablon [[Szablon:Dopracować|]] z tego artykułu.
II etap reformy gospodarczej – nazwa nowego programu ratowania socjalistycznej gospodarki Polski Ludowej, powstałego po klęsce dotychczasowych reform, które od tej pory otrzymały miano I etapu reformy gospodarczej. Plan działań został przedstawiony w dokumencie „Program realizacyjny II etapu reformy gospodarczej”, który w przeważającej części powtarzał tezy „Kierunków reformy gospodarczej” (I etapu reformy gospodarczej) z 1981 r. Nowy plan kładł większy nacisk na stworzenie równych warunków ekonomicznych dla wszystkich sektorów własności, oraz wspieranie małych firm prywatnych. Proponowano także otwarcie polskiego obszaru gospodarczego dla kapitału zagranicznego. W stosunku do i tak niezrealizowanych zadań I etapu, zrezygnowano z wprowadzenia wolnych cen na dobra i usługi konsumpcyjne oraz z pełnej likwidacji centralnego rozdzielnictwa materiałów. Zmianą jakościową miało być odejście od strategii „małych kroków” w kierunku radykalizacji działań.
W obliczu pogarszającej się sytuacji gospodarczej Polski oraz istotnego spadku zaufania do rządu Zbigniewa Messnera, 29 listopada 1987 przeprowadzono referendum, które miało zalegitymizować nowy program reform. Pomimo braku zakładanego poparcia (poniżej 50% uprawnionych do głosowania) rząd przystąpił do jego realizacji.

## Realizacja 1987–1988 (Rząd Zbigniewa Messnera)
1. Reforma centrum gospodarczego. Pakiet ustaw z 23.10.1987 w którym m.in. zlikwidowano ministerstwa działowo-gałęziowe i powołano Ministerstwo Przemysłu. Jednocześnie utworzono Wspólnotę Węgla Kamiennego oraz Wspólnotę Energetyki i Węgla Brunatnego, które natychmiast wyłączono spod zasad II etapu reformy. Nie zniesiono Komisji Planowania z jej szerokimi uprawnieniami.
2. Zwiększenie samodzielności przedsiębiorstw. Zmiany w ustawach m.in. o wynalazczości, o przedsiębiorstwach państwowych, samorządzie załogi przedsiębiorstwa państwowego, planowaniu społeczno-gospodarczym, gospodarce finansowej przedsiębiorstw państwowych, Prawo celne. Ograniczono listę przedsiębiorstw o podstawowym znaczeniu dla gospodarki do 329 (Rozporządzenie z 7.03.1988).
3. Reforma cenowa. W dniu 1.02.1988 przeprowadzono operację cenowo-dochodową wprowadzającą podwyżki cen (największe od 1982) na artykuły żywnościowe, zaopatrzeniowe i inwestycyjne, połączoną z rekompensatami w wysokości 1760 zł. Operacja spowodowała falę strajków i protestów na tle płacowym. Znowelizowano także ustawę o cenach, w której zrezygnowano z kosztowej formuły cen, wyeliminowano całkowicie ceny regulowane, ograniczono zakres cen urzędowych i rozszerzono dla cen umownych. W 1988 inflacja wymknęła się spod kontroli osiągając oficjalnie poziom 60,2% wobec zakładanych 44,5%.
4. Transformacja systemu bankowego. Powstała 11 kwietnia 1988 r. Rada Ministrów przyjęła dokument pt. „Przebudowa organizacji i funkcji banku centralnego i utworzenie sieci banków kredytowych” oraz wydała rozporządzenie o utworzeniu dziewięciu banków komercyjnych i podjęła uchwały o nadaniu statutów tym bankom, tworząc typowy dla gospodarki rynkowej dwupoziomowy systemu bankowości.
5. Tworzenie rynku kapitałowego. Nowa ustawa o obligacjach, przyjęta 27.09.1988 już po ustąpieniu rządu Messnera, zezwalała na emisję obligacji bez niczyjego zezwolenia i nakazu. Stanowiła fundamentalną zmianę w możliwości realizacji przepływu kapitału, gromadzenia pieniędzy i finansowania przedsiębiorstw. W warunkach niedoborów rynkowych, dużej inflacji i ujemnych stóp procentowych, przenoszenie pewnych rozwiązań z rozwiniętej gospodarki rynkowej prowadziło często do wręcz karykaturalnych skutków: np. główną zachętą do nabycia obligacji nie były odsetki, ale obietnica przydziału przez emitenta deficytowych dóbr.

## Realizacja 1988–1989 – Plan Konsolidacji Gospodarki (Rząd Mieczysława Rakowskiego)
1. Likwidacja i restrukturyzacja przedsiębiorstw – m.in. kontrowersyjna decyzja o likwidacji Stoczni im. Lenina 31.10.1988, czy „Ustawa o niektórych warunkach konsolidacji gospodarki narodowej” z lutego 1989 r., która kryła możliwość przejmowania majątku państwowego przez osoby prywatne i spółki prywatno-państwowe.
2. Przekształcenie Komisji Planowania w Centralny Urząd Planowania. Nowy urząd pozbawiono funkcji bieżącego zarządzania gospodarką – stanowił jedynie organ sztabowo-konsultacyjny rządu (Ustawa z dnia 23.12.1988).
3. Liberalizacja działalności gospodarczej. Przyjęcie 23.12.1988 rewolucyjnych ustaw: o działalności gospodarczej (każdy na równych prawach może prowadzić działalność gospodarczą i dokonywać wszystkich czynności, które nie są przez prawo zabronione) oraz o działalności gospodarczej z udziałem podmiotów zagranicznych (do 100% kapitału zagranicznego). W ustawach zastrzeżono koncesjonowanie w 11 dziedzinach.
4. Znoszenie reglamentacji. Od 1.01.1989 benzyny i węgla oraz likwidacja asygnat w sprzedaży samochodów. Od 1.08.1989 zniesiono reglamentację i wprowadzono wolne ceny mięsa i jego przetworów.
5. Fundusz Obsługi Zadłużenia Zagranicznego. Powołany ustawą z 15 lutego 1989 r. jako jeden z państwowych funduszy celowych. Miał gromadzić dewizy i poprzez podstawione podmioty skupować na wolnym rynku zagraniczne długi PRL wykorzystując ich niskie notowania.
6. Legalizacja wolnego obrotu dewizowego. Od 15 marca 1989 dopuszczono legalny obrót dewizami w kantorach z całkowicie wolnym kształtowaniem kursu wymiany.

## Ocena
Program II etapu reformy zupełnie nie przystawał do ówczesnej sytuacji społeczno-gospodarczej PRL, pomimo realizacji kilku ambitnych i rewolucyjnych jak na PRL rozwiązań. Po wyczerpaniu wszelkich możliwych rezerw, Polska znalazła się w ogromnej nierównowadze makroekonomicznej. Niewydolna i coraz bardziej zdekapitalizowana gospodarka, spadająca produkcja, olbrzymie nieobsługiwane zadłużenie zagraniczne, dolaryzacja obrotu gospodarczego, pogarszający się poziom życia, olbrzymie problemy w zaopatrzeniu, brak perspektyw na przyszłość, masowe uwłaszczenie nomenklatury partyjnej, paraliż instytucji państwowych były powodem coraz węższego marginesu społecznej akceptacji dla działań władz komunistycznych. Wynikające z tego żądania płacowe powodowały kolejne ustępstwa słabych rządów kosztem dalszego pogarszania finansów państwa, co doprowadziło w I połowie 1989 do gigantycznego deficytu budżetowego, równego ok. 12% PKB. Wprowadzenie w sposób zupełnie nieprzygotowany pełnej liberalizacji rynku żywnościowego 1.08.1989 (na kilka dni przed ustąpieniem rządu) doprowadziło do galopującej – tłumionej do tej pory mającymi coraz mniejsze pokrycie cenami urzędowymi – hiperinflacji (kilkadziesiąt procent miesięcznie począwszy od sierpnia 1989, w sumie 640% wzrostu cen w ciągu całego roku).
Okres realizacji II etap reformy gospodarczej zakończył się ostatecznie bankructwem gospodarki socjalistycznej wykazując niereformowalność tego systemu.
|                                                                          | 1987  | 1988        | 1989          |
| ------------------------------------------------------------------------ | ----- | ----------- | ------------- |
| Przyrost PKB (%)                                                         | -1,34 | +2,21       | -1,50         |
| Inflacja średnia/na koniec roku (%)                                      | +25,2 | +60,2/+73,9 | +251,1/+639,6 |
| Zadłużenie zagraniczne w I obszarze płatniczym (mld rubli transferowych) | 6,6   | 6,5         | 5,9           |
| Zadłużenie zagraniczne w II obszarze płatniczym (mld USD)                | 39,2  | 39,2        | 40,8          |
| Eksport do II obszaru platniczego (mld USD)                              | 7,1   | 8,3         | 8,5           |